# 贝内德托·克罗齐
贝内德托·克罗齐（義大利語：Benedetto Croce，義大利語發音：[beneˈdetto ˈkroːtʃe]；1866年2月25日—1952年11月20日）是意大利著名文艺批评家、历史学家、哲学家，有时也被认为是政治家。他在哲学、历史学、历史学方法论、美学领域颇有著作，他也是一位杰出的自由主义者——尽管他反对自由放任和自由贸易。他对安东尼奥·葛兰西也有着相当深远的影响。

## 生平
克罗齐生于意大利阿布鲁佐区的佩斯卡塞罗利。他出生于富贵望族，从小受到严格的天主教式的教育。大约十六岁时，他放弃天主教信仰，形成了一种个人的精神生活观。在他的观点中，宗教只是一种历史的习俗，人们可以在其中释放创造性的力量。直至逝世，他都保持着这个观点。1883年，他在伊斯基亚的卡萨米乔拉和家人欢度假期时，一场地震来袭，震塌了房屋。他的父母，以及唯一的姐姐死亡。而他被埋在里面很久，几乎死掉。此次事故之后，他继承了家产，和叔本华很相像，他可以在接下来的日子里过上相对闲暇的生活。他得以在哲学上投入大量精力，像一个独立知识分子在那不勒斯的住宅中写作。(Ryn, 2000:xi)。随着他名气日增，许多人希望他从政，虽然他不愿如此。他被任命为公共教育部部长并在这个位置上呆了一年。其后的1910年，他迁任意大利参议院议员，这是一个终身职位。(Ryn, 2000:xi)。他在一战期间公开反对意大利参战，认为这是一次自杀性的贸易战争。虽然最初这使得他名誉受损，但战后他不仅恢复了名誉，而且益发受到公众喜爱。在1923年，他亦帮助维托里奥埃马努埃莱国立图书馆搬迁至皇宫。
墨索里尼窃取国家政权之后，克罗齐被从教育部长的职位上罢免，接任此职务的是乔瓦尼·秦梯利。克罗齐和秦梯利曾在之前反对实证主义的哲学论辩上多有合作。虽然他起初支持墨索里尼的法西斯政府，但他后来公开反对国家法西斯党，他也因此疏远了自己以往的哲学伙伴秦梯利。克罗齐的生活受到了墨索里尼政府的严重威胁，他的住宅和图书馆遭法西斯军警的抄查。他得以保持自由身，还是因为他的身份地位，但他被严密监视，他的学术成果也被政府掩盖，以至于没有一家主流报纸或者学术出版物提到过他。1944年，民主恢复 ，克罗齐又被任命为新政府的部长。(Ryn, 2000:xi-xii)。不久他离开政府，不过仍任自由党的主席直至1947年。(Ryn, 2000:xii)。
他最有成就的哲学观点写在三本书中：《美学》(1902)、《逻辑学》(1908)以及《实践活动的哲学》(1908)，当然他的总著作量超过80本书，他自己办了四十年的双月刊杂志《La Critica》。(Ryn, 2000:xi)。

## 精神哲学
因为黑格尔以及其他德国观念论思想家的强烈影响，克罗齐发展了一种自称为“精神哲学”。他更愿意称之为“绝对理想主义”或“绝对历史主义”。克罗齐的工作可以被认为是第二次尝试（第一次是康德）弥合经验主义和理性主义（或者分别叫做先验哲学和感觉论） 。他把自己的方法称为 内心主义，他关注在特定的时间与地点中的生活状态的人的经验。因为现实的扎根于内心存在，而内心存在只能来源于现实经验，所以克罗齐将美学视为其哲学的基础。

### 思想领域
克罗齐的对待哲学的方法论表现在他对精神或者说心智的划分。他先从理论上划分精神活动，又从实践上的划分精神活动。理论上的精神活动的包括审美和逻辑。其中，审美最重要，包括：直观和历史观。逻辑包括概念和关系。实践上精神包括经济学和伦理学。在这里，经济学应被理解成包括所有的世俗事务。
每个划分都暗藏与其相关的思考方式。审美由美驱动，逻辑以真理为目的，经济学关注有用之事物，而道德，或说伦理，关系着善良。这种描述性的概括其实是想表明人类思想的内在逻辑性，然而它又是规定性的，因此这些说法来自于认识论本身的声明与自信。

## 历史学
克罗齐非常尊重维柯，也赞同他在历史学上的观点：历史应该由哲学家来写。克罗齐的On History让这个观点更进一步，将历史看成“运动中的哲学”，他认为在历史学中没有什么“一劳永逸的蓝图”，或者终极计划，而且“历史科学”的说法就是一个笑话。

## 美学
二十世纪西方第一位重要美学家是克罗齐，他所创立的表现主义美学，是现代人本主义美学第一个重要流派。克罗齐本人是个新黑格尔主义者，但是他的哲学、美学实际上对黑格尔作了根本的改造：一方面阉割了黑格尔的辩证法，另一方面把黑格尔的理性主义观点导向了非理性主义。
同黑格尔美学的中心概念“理念”相对立，克罗齐美学的中心概念是“直觉”。在他看来，直觉是概念的基础，却并不依附于概念；直觉创造出意象来表现人的主观情感，赋予无形式的物质、感受、被动、自然以形式；直觉即表现，即抒情的表现，也即艺术。反过来说，因为艺术是直觉和表现，所以他断言艺术不是物理事实，不是功利活动，不是道德活动，不是概念或逻辑的活动，也不能分类。
克罗齐要求艺术表现主观的情感，这是反古典主义的浪漫主义艺术思潮的回响，也是现代主义思潮的先声。另外，正如朱光潜先生所说：“剥夺去艺术的一切理性内容和一切实践活动和社会生活联系，把艺术降低到最单纯的最基层的感性认识活动，亦即表现个人霎时特殊心境或情感的意象 。”这样，非理性的直觉取代了理性，主观的情感表现成了艺术的本质。

## 作品

### 版本

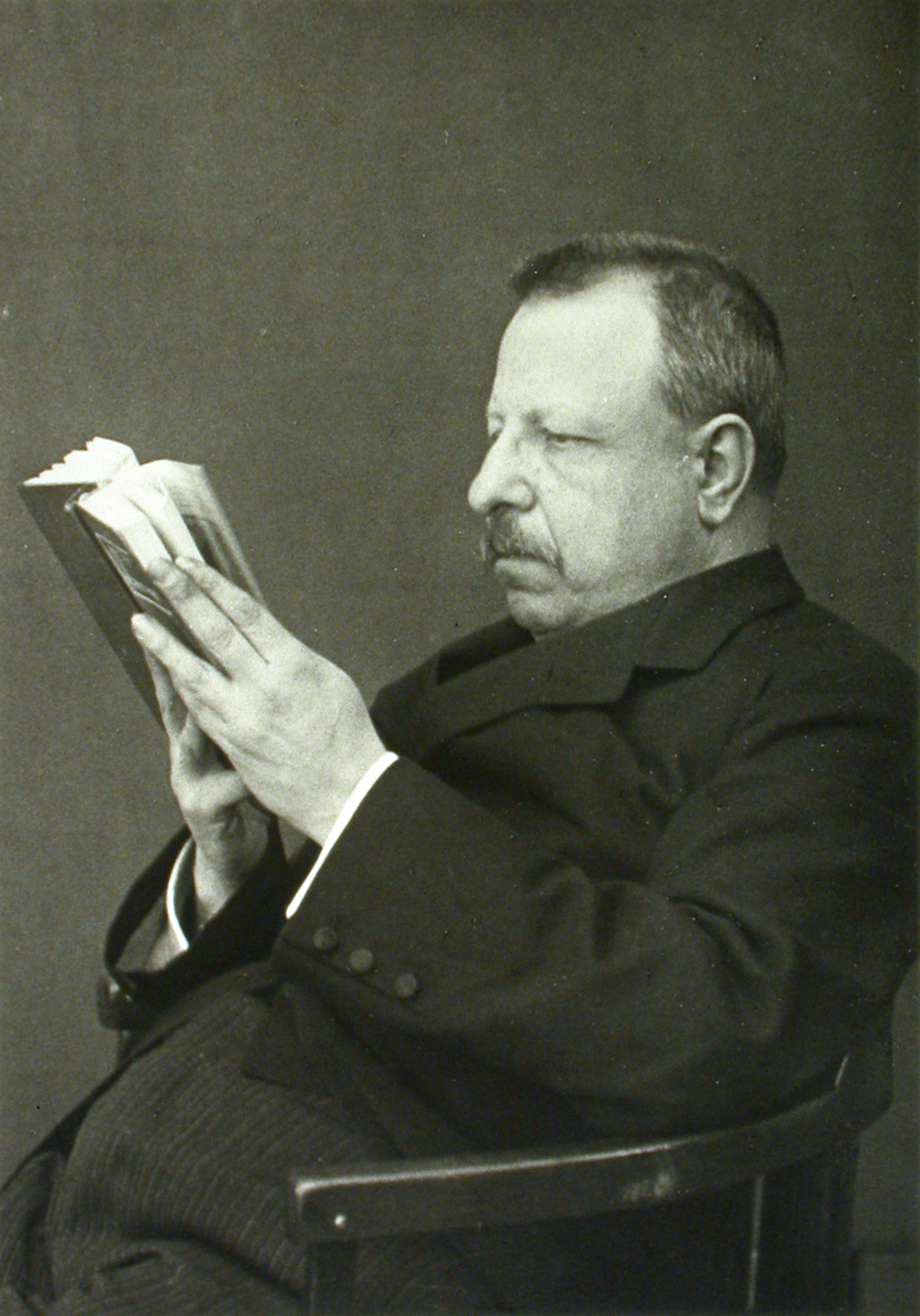
贝内德托·克罗齐

- L'opera di Benedetto Croce

## 腳註
1. 1 2 3 4 5  History as the story of liberty: English translation of Croce's 1938 collection of essays originally in Italian; translation published by Libety Fund Inc. in the USA in 2000 with a foreword by Claes G. Ryn. ISBN 0-86597-268-0 (hardback).
2. ↑  Denis Mack Smith, "Benedetto Croce: History and Politics", Journal of Contemporary History Vol 8(1) Jan 1973 pg 47.
3. ↑  他创造了一个词野驴政治（onagrocracy）（把政府比喻成高声喊叫的驴来形容意大利法西斯运动以及领导人贝尼托·墨索里尼的执政风格。这是对恶政的鄙视，是对亚里士多德有名的三个政治名词：僭主政治，寡头政治和民主政治的一个讽刺的补充。
4. ↑  朱立元; 蒋孔阳. . 上海文艺出版社. 1999年11年.